# Јури Потсман
Јури Потсман (ест. Jüri Pootsmann; Рајкула, 1. јул 1994) естонски је певач.
Представљао је Естонију на Песми Евровизије 2016. у Стокхолму са песмом на енглеском језику Play (срп. Игра) и није успео да се пласира у финале такмичења.

## Биографија
Као дечак певао је у школском хору. Јавности у својој земљи Постсман је постао познат током фебруара 2015. као учесник шесте сезоне локалног музичког талент такмичења „Eesti otsib superstaari” (Естонија тражи звезде) на којем је однео убедљиву победу. На дан кад је одржана финална емисија Јури је објавио свој дебитантски сингл Torm (Олуја), а песма је наишла на добар пријем код публике и на естонској топ листи синглова пласирала се на седмо место. Други сингл под називом Aga Siis (Али онда) који је објавио у новембру исте године заузео је прво место естонских топл листа.
У јануару 2016. објављено је да је Потсман један од учесника Eesti Laulа, националног естонског избора за Песму Евровизије, са песмом Play коју је премијерно извео у другом полуфиналу тог такмичења одржаном 20. фебруара. У суперфиналу које је одржано 5. марта Потсманова песма је победила са освојених 32.394 гласова публике путем телевотинга.
Естонија се такмичила у првом полуфиналу Песме Евровизије 2016, а Јури Потсман није успео да се пласира у финале које је одржано 4 дана касније.